# Kyoshi
Kyoshi, ou Avatar Kyoshi, é uma personagem ficticia da série Avatar: The Last Airbender, criada por Michael Dante DiMartino e Bryan Konietzko. É a penúltima Avatar do ciclo antes de Aang e a antepenúltima de Korra, sendo uma das mais famosas e reverenciadas de todas.
Estrelou a primeira história literária do universo da franquia com The Rise of Kyoshi, e ainda a sua sequência The Shadow of Kyoshi.

## Aparições

### Avatar: A Lenda de Aang

#### Livro Um: Água
A primeira aparição de Kyoshi na série acontece no episódio "O Templo do Ar do Sul", onde Aang, Katara e Sokka visitam um antigo templo dos nômades do ar. Lá, ele encontra diversas estátuas de Avatar passados, com o de Kyoshi incluída. Mais tarde, em "As Guerreiras de Kyoshi", os protagonistas param em uma ilha que carrega o nome da Avatar anterior a Roku, assim como o grupo de guerreiras formado por adolescentes que protegem a vila.

#### Livro Dois: Terra
Ela aparece no episódio "O Estado Avatar", quando Aang se descontrola e acaba entrando em seu estado Avatar é possível notar o espírito de Kyoshi próximo ao de Roku. Em "O Dia do Avatar", Kyoshi faz sua primeira aparição com diálogos. No episódio, Aang é acusado de cometer o assassinato de um colonizador chamado Chin, que na verdade foi cometido por Kyoshi. Como forma de tentar provar sua inocência, Aang tenta invocar o espírito da antiga Avatar, que aparece pra confessar que realmente foi autora do homicídio, mas alegando que só o fez por que Chin queria dominar as terras de Yokoya, sua vila natal e atual Ilha Kyoshi.

#### Livro Três: Fogo
A personagem aconselha Aang sobre o que fazer sobre a decisão de matar ou não o Senhor do Fogo Ozai durante o episódio "O Cometa Sozin, Parte Dois: Os Antigos Mestres".

### A Lenda de Korra

#### Livro Um: Ar
Aparece no episódio "Fim de Jogo" apenas em uma visão de Korra.

#### Livro Dois: Espíritos
Durante o episódio "Ínicios, Parte Um", Korra embarca em uma jornada espiritual para descobrir sobre as origens do Avatar. Kyoshi, assim como Roku, Aang, e Kuruk, aparecem se reconectando com Korra.

### Quadrinhos

#### The Legend of Korra: Turf Wars
Na graphic novel Turf Wars, Kya, filha de Aang, revela que Kyoshi era bissexual e lutou por muito tempo contra o preconceito do Reino da Terra.

#### The Lost Adventures
Na história intitulada "Shells", Suki cita Kyoshi e menciona como ela passou a ensinar auto-defesa para mulheres, criando as Guerreiras Kyoshi.

#### Suki, Alone
Nessa graphic novel que se passa durante o Livro Três da série original, em meio a captura de Suki pelos soldados da Nação do Fogo até o seu eventual resgate, a guerreira é contemplada com o espírito de Kyoshi em sua cela.

## Livros

### The Rise of Kyoshi
No primeiro livro da série Chronicles of the Avatar, somos apresentados a uma jovem e orfã Kyoshi vivendo pelas ruas de Yokoya após ser abandonada pelos pais. Ela é adotada por Kelsang, um nômade do ar, e passa a viver em uma mansão junto de seus amigos (e interesses românticos) Rangi e Yun, esse que fora proclamado, falsamente, como o Avatar. O livro narra a jornada de Kyoshi após a aparente morte de Yun, causado por seu mentor Jianzhu. Em sua viagem, ela busca treinar suas habilidades para poder vingar a morte do amigo, com ajuda de Rangi e um bando daofei (termo usado pra se referir a foras-da-lei no universo da série) chamado Companhia Ópera Voadora. No meio da jornada, Kyoshi aprende lições sobre as estruturas e política do mundo, além de nutrir uma paixão por Rangi, que logo acaba se desenvolvendo em um romance.

### The Shadow of Kyoshi
A sequência da série acompanha Kyoshi cerca de um ano após os eventos do primeiro livro, com a mesma sendo definitivamente reconhecida como Avatar legítima. Na trama, é revelado que Yun retornou fundido a um espírito conhecido como Father Glowworm, decidido a se vingar de todos os envolvidos em sua falsa condecoração como Avatar. Junto a ameaça de Yun, a Nação do Fogo parece dividida em uma briga de clãs pelo poder do trono, com o título de Senhor do Fogo sendo ameaçado por conspiradores, cabendo a Kyoshi tomar parte da situação e tentar resolve-la de forma pacífica. Enquanto isso, sua relação com Rangi passa por altos e baixos com a crescente tensão em seu país natal.

## Em outras mídias

### Videogames
- O game em flash Escape from the Spirit World apresenta Aang se conectando com suas antigas vidas, incluindo Kyoshi.[15]
- Uma campanha baseada na trama do livro A Ascenção de Kyoshi foi disponibilizada no jogo para celulares Avatar Generations, onde os jogadores podem seguir a história do romance e jogar com a personagem-título.[16]

### Live-action
- A atriz Yvonne Chapman interpreta a personagem na adaptação live-action produzida pela Netflix.[17]